# 錫薩克
錫薩克（Sisak、德語: Sissek, 匈牙利語: Sziszek, 
義大利語: Siscia）是克羅埃西亞中部的一個城市。錫薩克是錫薩克-莫斯拉維納縣的縣府所在地。位於克羅埃西亞首都薩格勒布東南57公里處，薩瓦河和庫帕河兩河交匯處。2001年時有人口52,236人。